# Línea 827A (Interurbanos Madrid)
La línea 827A de la red de autobuses interurbanos de Madrid une Alcobendas y San Sebastián de los Reyes con la Universidad Autónoma de Madrid.

## Características
Surge como complemento de la línea 827 los días lectivos para cubrir, mediante circuito neutralizado, las zonas de Alcobendas y San Sebastián de los Reyes no cubiertas por la misma y unirlas con el campus de Cantoblanco de la Universidad Autónoma de Madrid. No presta servicio los sábados laborables, domingos, festivos y agosto.
A pesar de que la línea posea una cabecera situada en la Calle de Manuel de Falla, esta es sólo utilizada por los dos primeros servicios del día. El resto de servicios realizan un recorrido circular por Alcobendas y San Sebastián de los Reyes sin detenerse en dicha cabecera, completando el recorrido desde la Universidad Autónoma hasta volver a la misma. Es por esto que a efectos prácticos, la línea establece una única cabecera en la Universidad Autónoma y quedando la cabecera inicial como parada de paso del recorrido circular.
Dicho recorrido circular dura aproximadamente 45 minutos, tardando 10 minutos en ir desde la Universidad Autónoma hasta la cabecera inicial y continuar sin detenerse.
El servicio de la línea se realiza mediante dos coches, reduciendo el tiempo de paso del recorrido completo a la mitad, de ahí que la frecuencia de paso sea entre 22 y 23 minutos. Durante los días no lectivos el servicio se realiza con un único coche, teniendo una frecuencia de paso de 45 minutos puesto que ese es el tiempo completo de recorrido. Además, los días no lectivos el servicio sólo se presta por la mañana.
Se complementa también con la línea 828 dando servicio a la Universidad Autónoma abarcando distintas zonas de Alcobendas que no cubre la línea 827A.
Desde el 23 de abril de 2019, las 4 primeras expediciones de ida del día dan servicio al Colegio IDEO, situado entre El Goloso y la Universidad Autónoma.
En los carteles electrónicos de los autobuses la línea aparece como 27A en vez de 827A para que se pueda mostrar correctamente el nombre del destino en el cartel.
Siguiendo la numeración de líneas del CRTM, las líneas transversales son aquellas que enlazan dos corredores distintos y comienzan con un 8. El segundo dígito indica el corredor de comienzo de la línea y el tercer dígito indica el corredor de final de la línea. En este caso, al tratarse de una línea complementaria a la 827 esta nomenclatura no se cumple, de la misma manera ocurre con la línea 828.
La línea no mantiene los mismos horarios todo el año, ciñéndose al calendario lectivo escolar de los distintos centros educativos a los que presta servicio. Durante julio se reducen el número de expediciones y durante el mes de agosto la línea deja de prestar servicio totalmente, además de los días excepcionales vísperas de festivo y festivos de Navidad en los que los horarios también cambian y se reducen. Los días laborables durante la época navideña y durante la Semana Santa y puentes se aplican los horarios de días no lectivos puesto que no hay actividad escolar.
Está operada por la Empresa Montes mediante la concesión administrativa VCM-200 - Barajas - Tres Cantos (Viajeros Comunidad de Madrid) del Consorcio Regional de Transportes de Madrid.

### Sublíneas
Aquí se recogen todas las distintas sublíneas que ha tenido la línea 827A. La denominación de sublíneas que utiliza el CRTM es la siguiente:
- Número de línea (827A)
- Sentido de circulación (1 ida, 2 vuelta)
- Número de sublínea

Por ejemplo, la sublínea 827A102 corresponde a la línea 827A, sentido 1 (ida) y el número 02 de numeración de sublíneas creadas hasta la fecha.
| Ida     | Ruta | Itinerario                                     | Vuelta  | Ruta                            | Itinerario                      |
| 827A101 | -    | Alcobendas - S.S.Reyes - UAM                   | 827A201 | -                               | UAM - Alcobendas                |
| 827A102 | c    | Alcobendas - S.S.Reyes - UAM, por Colegio IDEO | 827A202 | No existe la ruta "c" de vuelta | No existe la ruta "c" de vuelta |

## Horarios

### 1 septiembre - 31 julio
| Lunes a viernes laborables lectivos | Lunes a viernes laborables lectivos | Lunes a viernes laborables no lectivos | Lunes a viernes laborables no lectivos |
| Alcobendas > UAM                    | UAM > Alcobendas                    | Alcobendas > UAM                       | UAM > Alcobendas                       |
| 07:17                               |                                     | 07:35                                  |                                        |
| 07:35                               | 08:25                               | 08:15                                  |                                        |
| 08:03                               | 07:53                               | 09:10                                  | 09:00                                  |
| 08:25                               | 08:15                               | 09:55                                  | 09:45                                  |
| 08:47                               | 08:37                               | 10:40                                  | 10:30                                  |
| 09:10                               | 09:00                               | 11:25                                  | 11:15                                  |
| 09:32                               | 09:22                               | 12:10                                  | 12:00                                  |
| 09:55                               | 09:45                               | 12:55                                  | 12:45                                  |
| 10:17                               | 10:07                               | 13:40                                  | 13:30                                  |
| 10:40                               | 10:30                               | 14:25                                  | 14:15                                  |
| 11:03                               | 10:53                               | 15:10                                  | 15:00                                  |
| 11:25                               | 11:15                               |                                        |                                        |
| 11:47                               | 11:37                               |                                        |                                        |
| 12:10                               | 12:00                               |                                        |                                        |
| 12:32                               | 12:22                               |                                        |                                        |
| 12:55                               | 12:45                               |                                        |                                        |
| 13:17                               | 13:07                               |                                        |                                        |
| 13:40                               | 13:30                               |                                        |                                        |
| 14:03                               | 13:53                               |                                        |                                        |
| 14:25                               | 14:15                               |                                        |                                        |
| 14:47                               | 14:37                               |                                        |                                        |
| 15:10                               | 15:00                               |                                        |                                        |
| 15:32                               | 15:22                               |                                        |                                        |
| 15:55                               | 15:45                               |                                        |                                        |
| 16:17                               | 16:07                               |                                        |                                        |
| 16:40                               | 16:30                               |                                        |                                        |
| 17:03                               | 16:53                               |                                        |                                        |
| 17:25                               | 17:15                               |                                        |                                        |
| 17:47                               | 17:37                               |                                        |                                        |
| 18:10                               | 18:00                               |                                        |                                        |
| 18:32                               | 18:22                               |                                        |                                        |
| 18:55                               | 18:45                               |                                        |                                        |
| 19:17                               | 19:07                               |                                        |                                        |
| 19:40                               | 19:30                               |                                        |                                        |
| 20:10                               | 20:00                               |                                        |                                        |
| 20:25                               | 20:15                               |                                        |                                        |

1. 1 2 3 4  Por Colegio IDEO
2. 1 2 3 4 5 6 7 8 9 10 11 12 13 14 15 16 17 18 19 20 21 22 23 24 25 26 27 28 29 30 31 32 33 34 35 36 37 38 39 40 41 42 43 44  Paso APROXIMADO por la Calle de Manuel de Falla
3. 1 2 3  No vuelve a la UAM

## Recorrido y paradas

### Sentido Universidad Autónoma
Sólo las primeras expediciones del día comienzan su recorrido aquí. Durante el resto del día la línea pasará por aquí sin detenerse y comenzará su recorrido en la UAM, pasando por la cabecera inicial aproximadamente 10 minutos más tarde y continuando el recorrido circular de vuelta a la UAM.
La línea tiene su cabecera en la Calle de Manuel de Falla de Alcobendas, próxima a la estación de metro homónima iniciando su recorrido por esta calle en dirección Nordeste. Al pasar la intersección con la Avenida de Madrid, entra en el término municipal de San Sebastián de los Reyes, donde pasa y para en las siguientes vías: Plaza de la Universidad Popular, Avenida de Baunatal, Avenida de la Sierra, Avenida de Colmenar Viejo, Calle Real y Avenida de España.
Entrando de nuevo en el casco urbano de Alcobendas por la Avenida de España, gira a la derecha por la Calle del Marqués de la Valdavia.
Circulando por la Calle del Marqués de la Valdavia, la línea efectúa varias paradas que dan servicio a los barrios del suroeste de Alcobendas, especialmente Valdelasfuentes. Sale del casco urbano por la carretera de El Goloso (M-616), donde tiene dos paradas antes de abandonar el término municipal de Alcobendas.
Circulando por la Calle del Marqués de la Valdavia, la línea efectúa 6 paradas que dan servicio a los barrios del suroeste de Alcobendas, especialmente Valdelasfuentes. A su paso realiza parada en la Estación de Marqués de la Valdavia y la Estación de Valdelasfuentes. Sale del casco urbano por la carretera de El Goloso (M-616), donde tiene dos paradas antes de abandonar el término municipal de Alcobendas. Estas paradas dan servicio al Colegio Padre Manyanet y a la Universidad Pontificia Comillas.
Entrando de nuevo en el término municipal de Madrid, la línea entra en el Campus de Cantoblanco de la Universidad Autónoma de Madrid, donde tiene 4 paradas, estableciendo su cabecera en el Aparcamiento Este del campus junto al rectorado de la universidad
| Código | Zona | Localidad                  | Denominación                                                          | Ubicación                              | Líneas de la parada                          | Metro / Cercanías                     |
| --- | ---- | -------------------------- | --------------------------------------------------------------------- | -------------------------------------- | -------------------------------------------- | ------------------------------------- |
| Sólo los primeros servicios del día establecen aquí la cabecera con una hora fija de salida, durante el día la línea pasará por esta parada sin detenerse                                                   |      |                            |                                                                       |                                        |                                              |                                       |
| A efectos prácticos se trata de una línea circular, estableciendo la cabecera en la UAM y pasando por esta parada aproximadamente 10 minutos después y continuando el recorrido circular de vuelta a la UAM |      |                            |                                                                       |                                        |                                              |                                       |
| 12032 |      | Alcobendas                 | Calle de Manuel de Falla - Calle de Calderón de la Barca              | Calle de Manuel de Falla Nº4           | 827A                                         |                                       |
| 08357 |      | Alcobendas                 | Calle de Manuel de Falla - Centro de mayores                          | Calle de Manuel de Falla Nº5           | 153 827A 5                                   |                                       |
| 15313 |      | Alcobendas                 | Calle de Manuel de Falla - Estación de Manuel de Falla                | Calle de Manuel de Falla Nº59          | 153 827A N101 5 11                           | Manuel de Falla                       |
| 07528 |      | Alcobendas                 | Calle de Manuel de Falla - Parque de Extremadura                      | Calle de Manuel de Falla Nº42          | 153 827A N101 5                              |                                       |
| 08358 |      | San Sebastián de los Reyes | Calle de Manuel de Falla - Instituto                                  | Calle de Manuel de Falla Nº50          | 153 827A 5                                   |                                       |
| 06804 |      | San Sebastián de los Reyes | Plaza de la Universidad Popular - Estación de Baunatal                | Plaza de la Universidad Popular Nº2    | 153 154 154C 158 827A N102 4 5               | Baunatal                              |
| 06797 |      | San Sebastián de los Reyes | Avenida de Baunatal - Plaza de Andrés Caballero                       | Avenida de Baunatal Nº1A               | 154 154C 158 827A 4 5                        |                                       |
| 06795 |      | San Sebastián de los Reyes | Avenida de la Sierra - Calle Cervantes                                | Avenida de la Sierra Nº10              | 154 154C 158 827A 4                          |                                       |
| 06792 |      | San Sebastián de los Reyes | Avenida de Colmenar Viejo - Calle Nuestra Señora del Carmen           | Avenida de Colmenar Viejo Nº27         | 154 154C 827 827A 2 4 7                      |                                       |
| 06788 |      | San Sebastián de los Reyes | Avenida de Colmenar Viejo - Calle de Ramón Esteban                    | Avenida de Colmenar Viejo Nº3          | 827A 2 4 7                                   |                                       |
| 06790 |      | San Sebastián de los Reyes | Calle Real - Calle del Sacramento                                     | Calle Real Nº3                         | 154 154C 827 827A 2                          |                                       |
| 06778 |      | San Sebastián de los Reyes | Avenida de España - Centro de Salud                                   | Avenida de España Nº36                 | 180 827A 9                                   |                                       |
| 10610 |      | San Sebastián de los Reyes | Avenida de España - Estación de Alcobendas-San Sebastián de los Reyes | Avenida de España Nº50                 | 191193197827A 9                              | Alcobendas-San Sebastián de los Reyes |
| 10606 |      | San Sebastián de los Reyes | Avenida de España - Comisaría de Policía                              | Avenida de España Nº68                 | 827A                                         |                                       |
| 06762 |      | Alcobendas                 | Avenida de España - Ayuntamiento                                      | Avenida de España Nº34                 | 151 158 827A 5                               |                                       |
| 10607 |      | Alcobendas                 | Calle del Marqués de la Valdavia - Avenida de España                  | Calle del Marqués de la Valdavia Nº90  | 827A                                         |                                       |
| 07364 |      | Alcobendas                 | Calle del Marqués de la Valdavia - Calle de Ruperto Chapí             | Calle del Marqués de la Valdavia Nº94  | 153 827 827A 828 5                           |                                       |
| 06771 |      | Alcobendas                 | Calle del Marqués de la Valdavia - Calle de Manuel de Falla           | Calle del Marqués de la Valdavia Nº110 | 153 827 827A 828 5                           |                                       |
| 12723 |      | Alcobendas                 | Calle del Marqués de la Valdavia - Estación Valdelasfuentes           | Calle del Marqués de la Valdavia Nº138 | 157C 827 827A 828                            | Valdelasfuentes                       |
| 18077 |      | Alcobendas                 | Calle del Marqués de la Valdavia - Máquina del Tren                   | Calle del Marqués de la Valdavia Nº131 | 827 827A                                     |                                       |
| 18078 |      | Alcobendas                 | Calle del Marqués de la Valdavia - Hipermercado                       | Calle del Marqués de la Valdavia Nº167 | 827 827A                                     |                                       |
| 07374 |      | Alcobendas                 | Carretera M-616 - Colegio                                             | M-616 km. 4                            | 827 827A 828                                 |                                       |
| 07376 |      | Alcobendas                 | Carretera M-616 - Universidad Comillas                                | M-616 km. 5,3                          | 827 827A 828                                 | Comillas                              |
| Los servicios que pasan por el Colegio IDEO realizan la siguiente parada |      |                            |                                                                       |                                        |                                              |                                       |
| 50021 |      | Madrid                     | Carretera M-616 - Universidad Autónoma de Madrid                      | M-616 km. 6,7                          | 827 827A                                     |                                       |
| Paradas del itinerario normal |      |                            |                                                                       |                                        |                                              |                                       |
| 18639 |      | Madrid                     | Calle de Newton - Calle Nicolás Cabrera                               | Calle de Newton Nº13                   | 714 827 827A 828                             |                                       |
| 18637 |      | Madrid                     | Calle de Newton - Calle Francisco Tomás y Valiente                    | Calle de Newton Nº13                   | 714 827 827A 828                             |                                       |
| 18635 |      | Madrid                     | Calle de Marie Curie - Facultad de Informática                        | Calle de Marie Curie Nº4               | 714 827 827A 828                             |                                       |
| 09128 |      | Madrid                     | Calle de Iván Pávlov - Rectorado                                      | Calle de Iván Pávlov Nº4               | 09128 A 827 09128 B 828 09128 C 827A VAC-246 | Cantoblanco                           |

### Sentido Alcobendas
La línea tiene su cabecera en el Aparcamiento Este del campus de Cantoblanco de la Universidad Autónoma de Madrid al lado del rectorado. Circulando por los viales internos del campus, tiene una parada junto a la Facultad de Informática y en el CBM.
Sale del campus a la carretera M-616, por la que se dirige a Alcobendas, entrando en el casco urbano por la Calle del Marqués de la Valdavia. Al llegar a la intersección con la Calle de Manuel de Falla gira a la izquierda para circular por la misma hasta llegar a su cabecera y continuar su recorrido circular sin detenerse.
| Código | Zona | Localidad  | Denominación                                                   | Ubicación                              | Líneas de la parada                          | Metro / Cercanías |
| --- | ---- | ---------- | -------------------------------------------------------------- | -------------------------------------- | -------------------------------------------- | ----------------- |
| 09128 |      | Madrid     | Calle de Iván Pávlov - Rectorado                               | Calle de Iván Pávlov Nº4               | 09128 A 827 09128 B 828 09128 C 827A VAC-246 | Cantoblanco       |
| 18634 |      | Madrid     | Calle de Marie Curie - Calle Francisco Tomás y Valiente        | Calle de Marie Curie Nº4               | 714 827 827A 828                             |                   |
| 18636 |      | Madrid     | Calle de Newton - Calle Francisco Tomás y Valiente             | Calle de Newton Nº13                   | 714 827 827A 828                             |                   |
| 18638 |      | Madrid     | Calle de Newton - Calle Nicolás Cabrera                        | Calle de Newton Nº13                   | 714 827 827A 828                             |                   |
| 08419 |      | Madrid     | Carretera M-616 - Universidad Comillas                         | M-616 km. 5,3                          | 827 827A 828                                 | Comillas          |
| 07375 |      | Alcobendas | Carretera M-616 - Colegio                                      | M-616 km. 4,6                          | 827 827A 828                                 |                   |
| 11330 |      | Alcobendas | Calle del Marqués de la Valdavia Nº147                         | Calle del Marqués de la Valdavia Nº159 | 157 827 827A 11                              |                   |
| 07373 |      | Alcobendas | Calle del Marqués de la Valdavia - Avenida de Camilo José Cela | Calle del Marqués de la Valdavia Nº123 | 157C 827 827A 828 2 6 10                     |                   |
| 12724 |      | Alcobendas | Calle del Marqués de la Valdavia - Estación Valdelasfuentes    | Calle del Marqués de la Valdavia Nº105 | 157C 827 827A 828 2 6 10                     | Valdelasfuentes   |
| 12032 |      | Alcobendas | Calle de Manuel de Falla - Calle de Calderón de la Barca       | Calle de Manuel de Falla Nº4           | 827A                                         |                   |
| Al llegar aquí la línea no se detiene. Continúa el recorrido circular de ida hacia la UAM. Llega aquí aproximadamente 10 minutos después de salir de la UAM |      |            |                                                                |                                        |                                              |                   |